# 甲斐市立竜王北小学校
甲斐市立竜王北小学校（かいしりつ りゅうおうきたしょうがっこう）は、山梨県甲斐市竜王にある公立小学校。

## 概要
竜王小学校の通学区域より分離開校された。立地は赤坂台に位置し、敷地の一部は国際的著名人である東郷平八郎が訪れた青柳農園跡が含まれる。同じく赤坂台に隣接する甲斐市立竜王北中学校との交流が盛んである。

## 沿革
- 1980年（昭和55年）04月01日 - 竜王小学校から分離開校[1]。

## クラブ活動

### 文化部
- 吹奏楽部 - 過去に何度も西関東大会に進出しており、東日本大会にも出場経験がある。

## 学校周辺
- 赤坂台総合公園（ドラゴンパーク）
- 甲斐市立竜王西保育園
- 慈照寺

## アクセス
- JR中央本線甲府駅より1駅、竜王駅下車（乗車時間4分）、竜王駅より徒歩18分。計22分。